# Želivský klášter
Želivský klášter se nachází v obci Želiv, asi 11 km západně od Humpolce a asi 14 km severně od Pelhřimova. Byl založen v roce 1139 Soběslavem I., po požárech několikrát obnoven, nejvýznamněji v letech 1713–1720 J. B. Santinim. V letech 1950–1956 sloužil jako tzv. internační sběrný tábor, kde komunistický režim po tzv. Akci K zadržoval celkem 464 kněží a řeholníků.
V současnosti se v areálu kláštera také nachází hotel, restaurace a klášterní pivovar.

## Historie

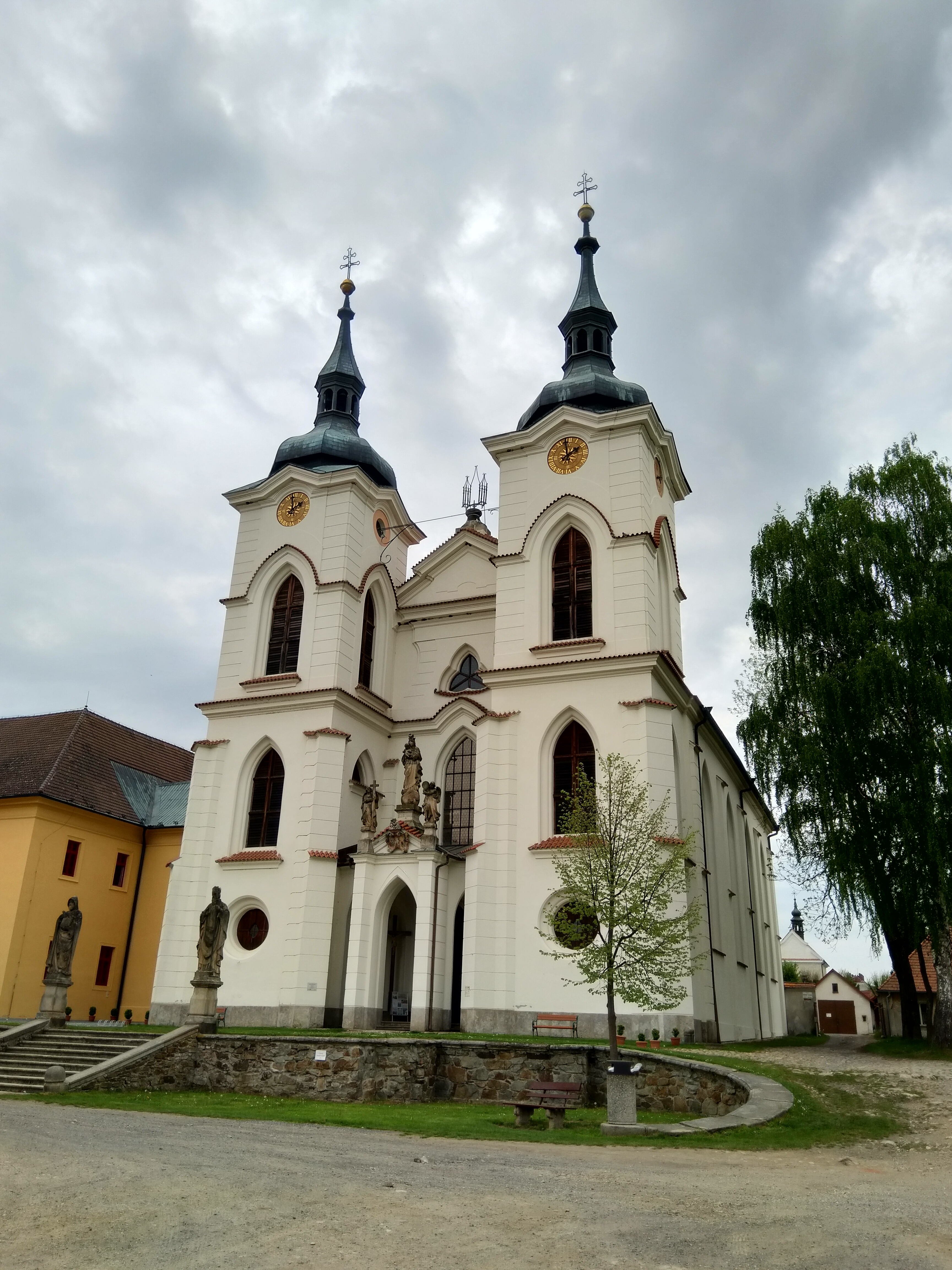
Klášterní kostel Narození Panny Marie

Klášter nese v latině biblický název Siloe (podle pramenů Siloe (Silvan) nedaleko hory Sion, německy Seelau). Přesná doba založení kláštera není známa. Tradičně je založení kláštera spojováno s dvěma daty. Část historiků tak soudí, že klášter byl založen v roce 1144, kdy se v listině římského krále Konráda III. uvádí, že kníže Vladislav dal pražskému biskupovi statek Želiv se vším příslušenstvím. Druhým datem spojovaným se založení kláštera je rok 1139, kdy podle Pulkavovy kroniky, psané ovšem až ve 14. století, založil klášter Soběslav I.  V roce 1149 byl z podnětu olomouckého biskupa Jindřicha Zdíka nově osídlen premonstráty z porýnského kláštera Steinfeld (v oblasti Eifel), odkud byl roku 1142 osazen i Strahovský klášter (Sion) v Praze. Klášter dobře prosperoval, takže mohl zakládat další pobočky v rakouském Geras a Pernegg a 1187 v Milevsku i ženské kláštery v Louňovicích pod Blaníkem (1149) a Dolních Kounicích (1181 založen, 1183 osazen). V roce 1233 získal klášter od řádu německých rytířů kostely v Humpolci a Staré Jihlavě.
Roku 1375 klášter vyhořel. Za husitských válek byl klášter nejspíše už v roce 1420 zpustošen husity. Mezi kláštery zničenými husity jej uvádí ve své kronice Vavřinec z Březové. Mezi radikálními husitskými kazateli vynikl bývalý zdejší mnich Jan, zvaný Želivský. Po skončení husitských válek se řeholníci navrátili zpět do kláštera. 29. března 1468 zastavil král Jiří z Poděbrad klášter s jeho majetky Burianu Trčkovi z Lípy. Ten následně nechal řeholníky z kláštera vyhnat. Volba dalšího opata se pak konala 17. srpna 1468 už v sakristii jihlavského kostela sv. Jakuba. Klášteru poté zůstaly už jen jeho moravské majetky. Ty tvořily v roce 1468, mimo zmiňované fary u sv. Jakuba v Jihlavě, ještě fary v Kněžicích a Žďárci a jihomoravské vsi Božice, Jezeřany, Nové Bránice, Konice s kostelem a vinice v Dolních Kounicích. Trčkové pak západní část kláštera přestavěli na tzv. Trčkův hrad. Klášterní obec obnovil strahovský opat Jan Lohel roku 1590 patrně v Jihlavě, až roku 1622 Želiv koupil od Marie Trčkové z Lípy. Od roku 1643 byl klášter opět samostatný, v letech 1645–1646 byl poškozen Švédy a od roku 1680 začala velká rekonstrukce. Roku 1712 opět vyhořel a v letech 1713–1720 byl přestavěn podle plánů Jana Blažeje Santiniho-Aichela ve stylu barokní gotiky. V této době zde jako řeholník působil hudební skladatel Josef Leopold Václav Dukát.
Další požár jej stihl roku 1907, poté byl opět opraven.

### Internační klášter
Roku 1950 byl klášter zrušen a v následujících šesti letech sloužil jako internační tábor pro politicky nepohodlné kněží a řeholníky, kterých tu žilo celkem 464. Byli mezi nimi např. pozdější kardinál František Tomášek, královéhradecký biskup (arcibiskup-osobní titul) Karel Otčenášek, spirituál olomouckého semináře Antonín Šuránek (kandidát na blahoslavení – beatifikaci), někdejší provinciál jezuitů Leopold Škarek nebo viceprovinciál téhož řádu Antonín Zgarbík.

### Období po roce 1954
Po roce 1954 zde byla pobočka psychiatrické léčebny v Havlíčkově Brodě a budovy silně zchátraly. Roku 1990 byl klášter obnoven a v následujících letech důkladně opraven. 8. února 2010 byl zapsán na seznam národních kulturních památek.
V roce 2011 zde byl obětem komunistického režimu odhalen památník. Vězněné duchovní připomíná jedna stěna v ambitech kláštera, na které jsou ručně napsaná jména všech kněží a řeholníků, kteří zde nuceně pobývali. Na začátku srpna 2019 se zde konal další ročník Smírné pouti (v roce 880. výročí založení kláštera (1139) a 870. výročí příchodu premonstrátů do Želiva (1149)), při níž byl odhalen památník – bronzová socha Ježíše Krista na kříži. Její předlohou byla socha Ježíše Krista, která v roce 2003 stála v Bratislavě na pódiu při beatifikaci mučednice, řeholní sestry Zdenky Schelingové tehdejším římským papežem Janem Pavlem II. Autorem památníku je slovenský architekt Svetozár Ilavský. Jeho obětní stůl byl v roce 2018 instalován v želivském klášterním kostele Narození Panny Marie. Součástí místní expozice je i tzv. Okurková monstrance, kterou věznění kněží potají vyrobili ze skleněného dna lahve a z plechovek od okurek.

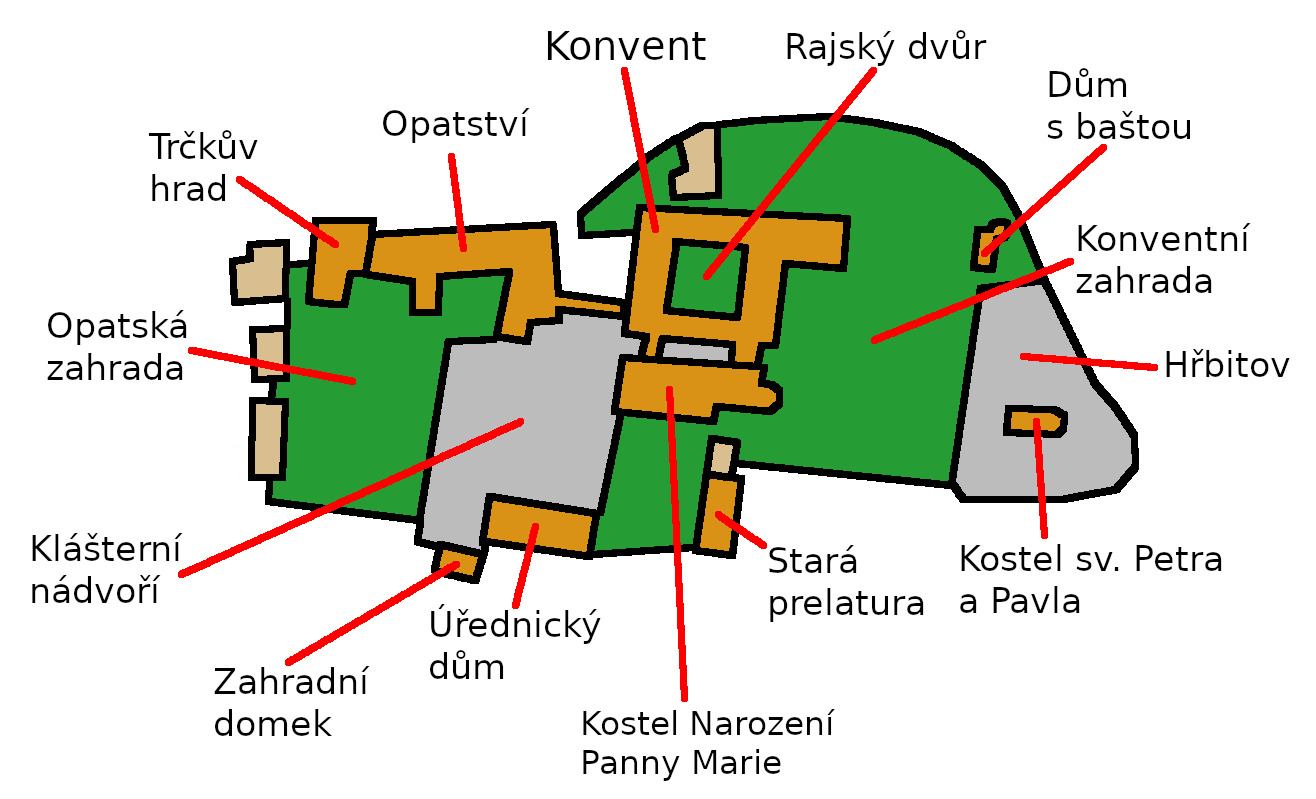
Plánek kláštera

## Popis
- Kostel Narození Panny Marie se dvěma věžemi v průčelí je původně románský z let před rokem 1250, přestavěn jako gotické trojlodí se třemi chóry počátkem 14. století, částečně obnoven před rokem 1462, opraven patrně italským architektem a znovu vysvěcen rou 1630. V letech 1713–1720 přestavěn Santinim a do roku 1736 vzniklo i vnitřní zařízení. Dnes je to síňové trojlodí se širší střední lodí, velmi dlouhým presbytářem a dvěma věžemi v průčelí. Presbytář má 4 pole křížové klenby, loď se třemi páry gotických pilířů má valenou klenbu se štukovou nápodobou bohaté pozdně gotické klenby. Nad bočními loděmi jsou tribuny, spojené s kruchtou, s bohatou sítí štukových žeber. Oblouky mezi pilíři jsou rozděleny visutými konzolami. V presbytáři raně gotické sanktuárium z počátku 14. století, mramorová deska hlavního oltáře nese datum 1462. Velmi cenné barokní zařízení (chórové lavice, boční oltáře, sochy) od jihlavského řezbáře F. Hoebbela a humpoleckého F. Netha, křtitelnice z roku 1629 a obrazy od F. A. Maulbertsche, V. J. Noseckého a další. Barokní varhany od J. Dvorského z roku 1719.[10]
- Ke kostelu přiléhá jednopatrový konvent čtvercového půdorysu z konce 17. století od G. A. de Maggiho. Kolem nádvoří zasklené arkády, v přízemí severního traktu refektář s freskami žáka V. J. Noseckého Jana Kaliny z let 1726–1729, v patře rozlehlá knihovna s freskami téhož autora. Konvent je patrovou chodbou spojen s budovou opatství, přestavěnou po roce 1907 v novobarokním slohu.
- Dále na západ navazuje tzv. Trčkův hrad, prostá pozdně gotická a renesanční palácová budova, upravená po roce 1907, v patře místnosti s freskami B. Dvořáka a V. Häuslera. Ještě západněji k soutoku obou řek zahrada se sochou Madony od A. Bílka a náhrobními kameny opata Jindřicha (1370) a Siarda Falka (1676). Dále barokní hospodářské budovy a celé klášterní hospodářství.
- Na východ od kláštera je hřbitov s románským kostelem svatého Petra a Pavla, patrně pozůstatek nejstaršího založení z roku 1139. Obdélná loď s plochým stropem, pětiboký klenutý presbytář, cenné raně barokní zařízení.[11]
- Památník internovaným kněžím a řeholníkům v klášteře[12]
- Památník pronásledovaným kněžím a řeholníkům v kostele Narození Panny Marie[13]
- Pamětní deska Bohumilu Vítu Tajovskému v klášteře[14]

## Současnost kláštera
| Rok  | Počet návštěvníků |
| ---- | ----------------- |
| 2015 | 10 141            |
| 2016 | 7 777             |
| 2017 | 7 445             |

Předposledním opatem kláštera byl PhDr. ThLic. Jaroslav Jáchym Šimek, O.Praem. (zvolen roku 2013, v roce 2022 mu skončilo funkční období). Dne 31. května 2022 si komunita zvolila nového opata. Stal se jím P. Tadeáš Róbert Spišák (*26. listopadu 1982 Košice). Slavné sliby jako premonstrát složil v roce 2009, toho roku byl také vysvěcen na kněze. Poté působil jako farní vikář v Želivě, pak v Humpolci (kde byl i kaplanem pro mládež tamního vikariátu). Od roku 2014 byl administrátorem farnosti v Želivě, později též v Jiřicích, a od 1. ledna 2016 byl jmenován převorem želivského kláštera. Do služby jej uvedl generální opat premonstrátského řádu Jos Wouters.
Ke kanonii patří 33 řeholníků, kteří žijí v klášteře samotném nebo na farách nacházejících se nejčastěji v královéhradecké diecézi.
V objektu kláštera sídlí hostel a klášterní pivovar. Ve dnech 7. a 8. dubna 2016 se v klášteře konala 49. synoda Starokatolické církve v ČR. Na ní byl novým (v pořadí čtvrtým) biskupem zvolen Pavel Benedikt Stránský, do té doby farář starokatolické farní obce ve Zlíně.

### Místa působení želivských premonstrátů v současnosti
Diecéze královéhradecká
- klášter a farnost Želiv
- farnost – arciděkanství Trutnov I
- farnost – děkanství Humpolec
- farnost – děkanství Nové Město nad Metují (od 2018)
- farnost Kaliště
- farnost Sádek
- farnost Lomnice nad Popelkou
- farnost Úsobí
- farnost Jiřice

Diecéze českobudějovická
- farnost Chvojnov
- farnost Počátky
- farnost Lukavec
- farnost Božejov
- farnost Červená Řečice

Arcidiecéze pražská
- farnost Keblov

Diecéze litoměřická
- farnost Přepeře

Košická arcidiecéza (Slovensko)
- Premonštrátske terciátske stredisko[17]

## Galerie

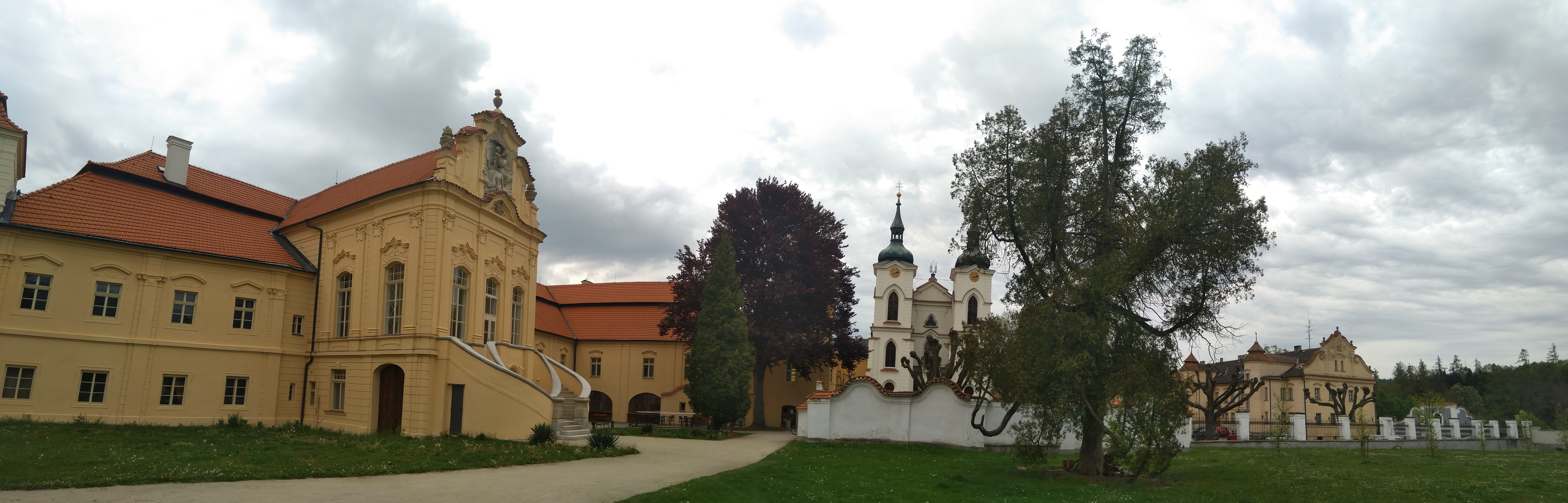
Panoramatický snímek areálu kláštera – Opatství (vlevo), kostel Narození Panny Marie (uprostřed), úřednický dům (vpravo)
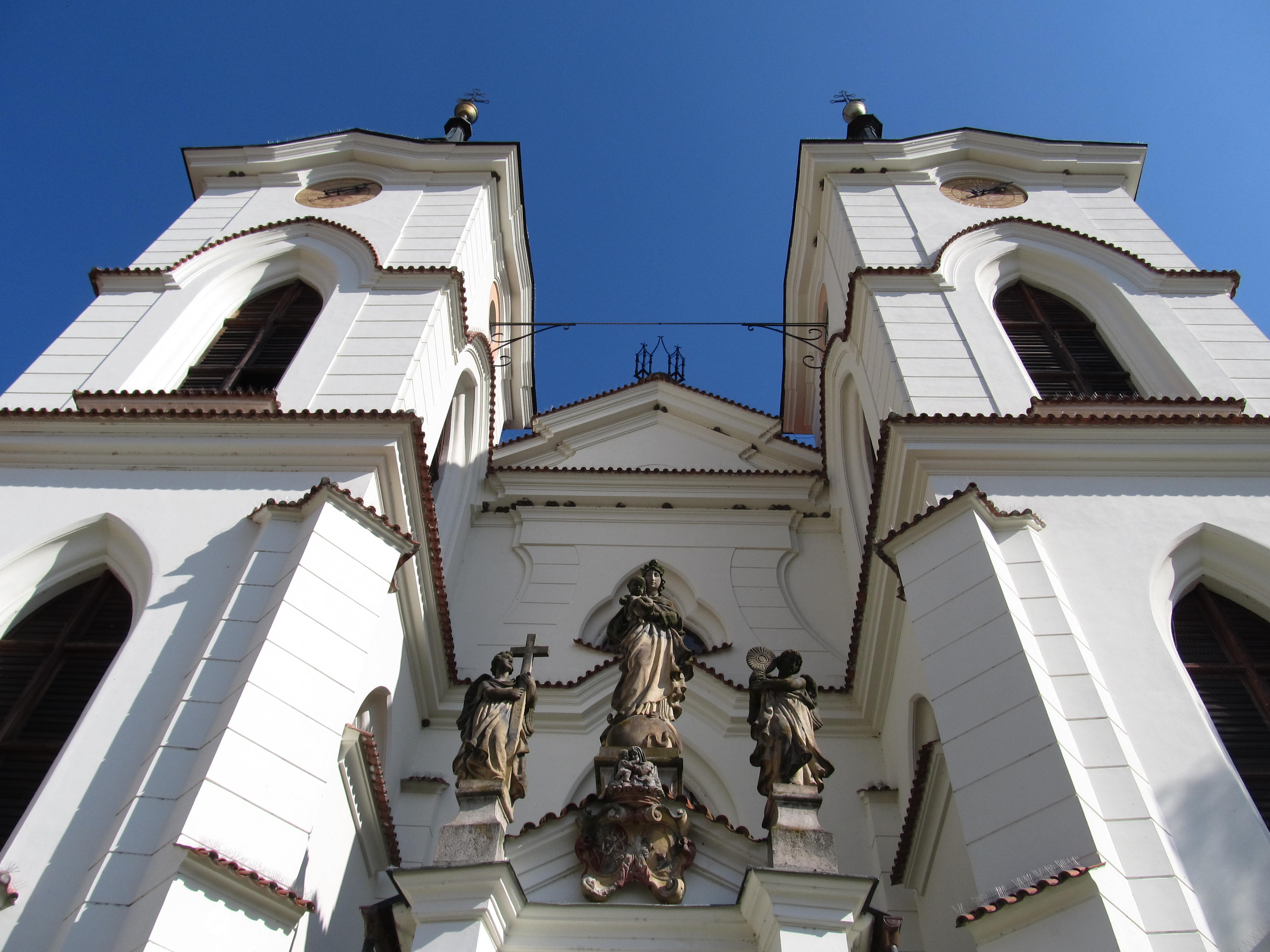
Detail průčelí klášterního kostela Narození Panny Marie
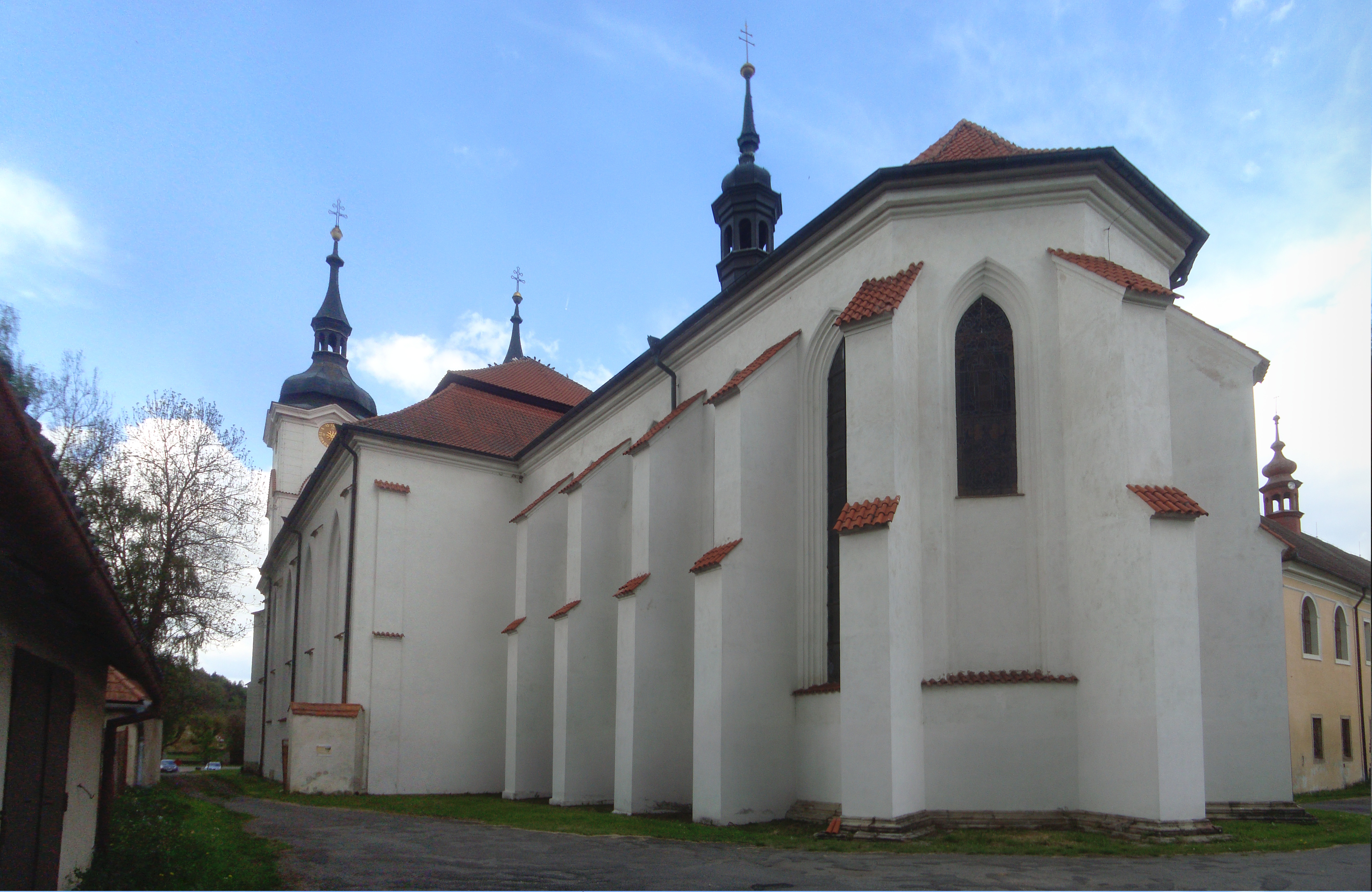
Kněžiště kostela Narození Panny Marie
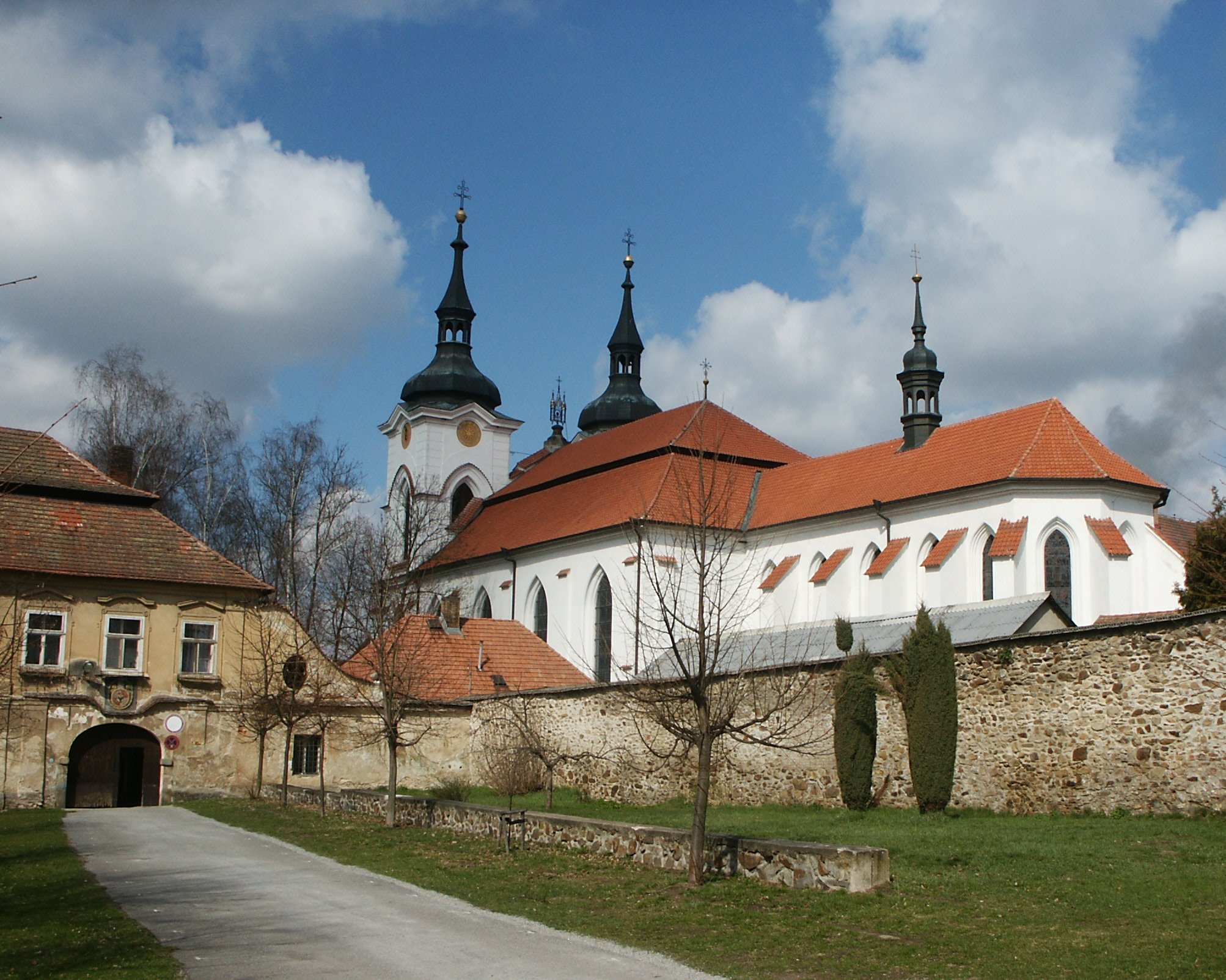
Zadní část Narození Panny Marie od jihovýchodu
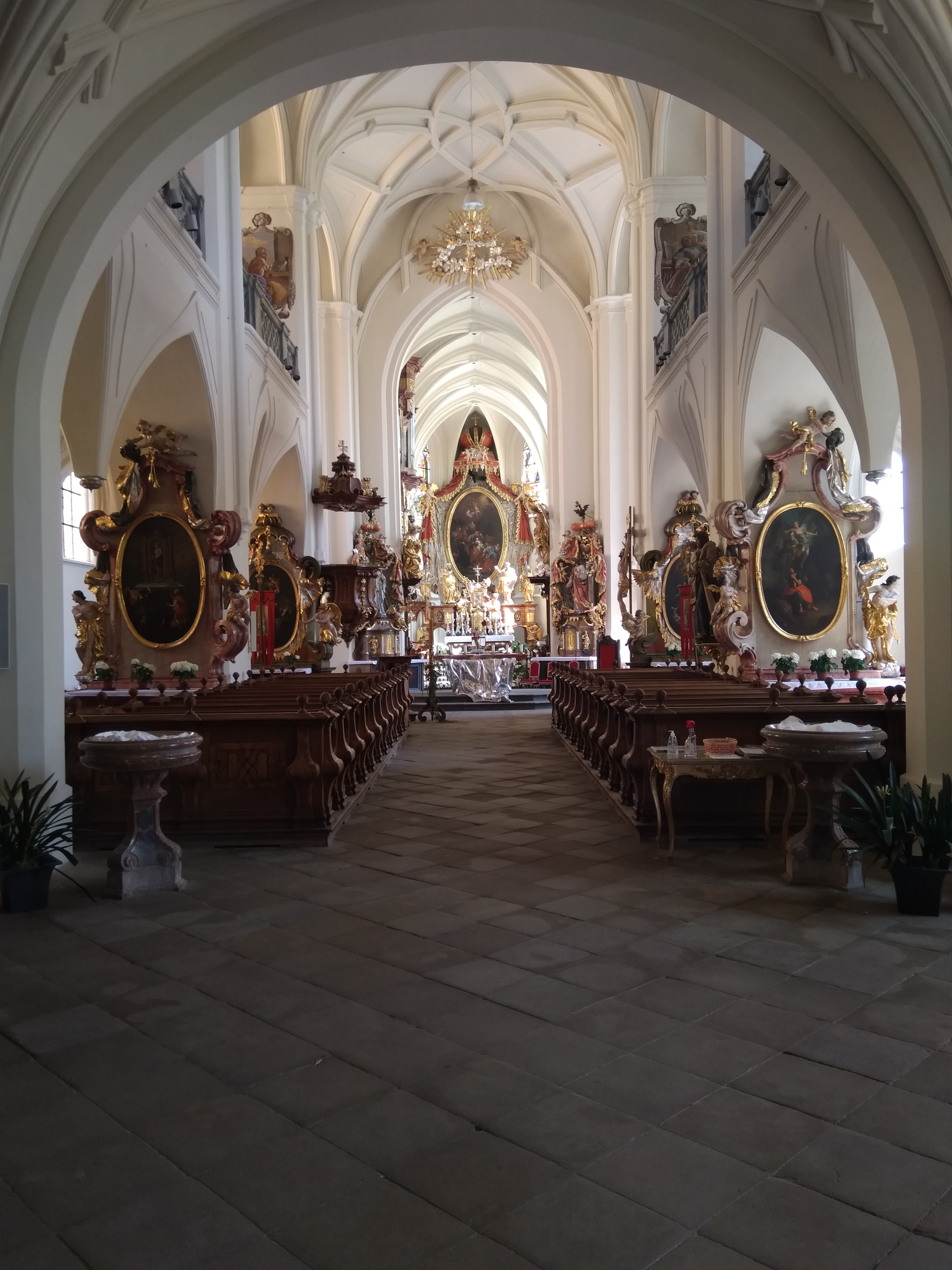
Interiér kostela Narození Panny Marie
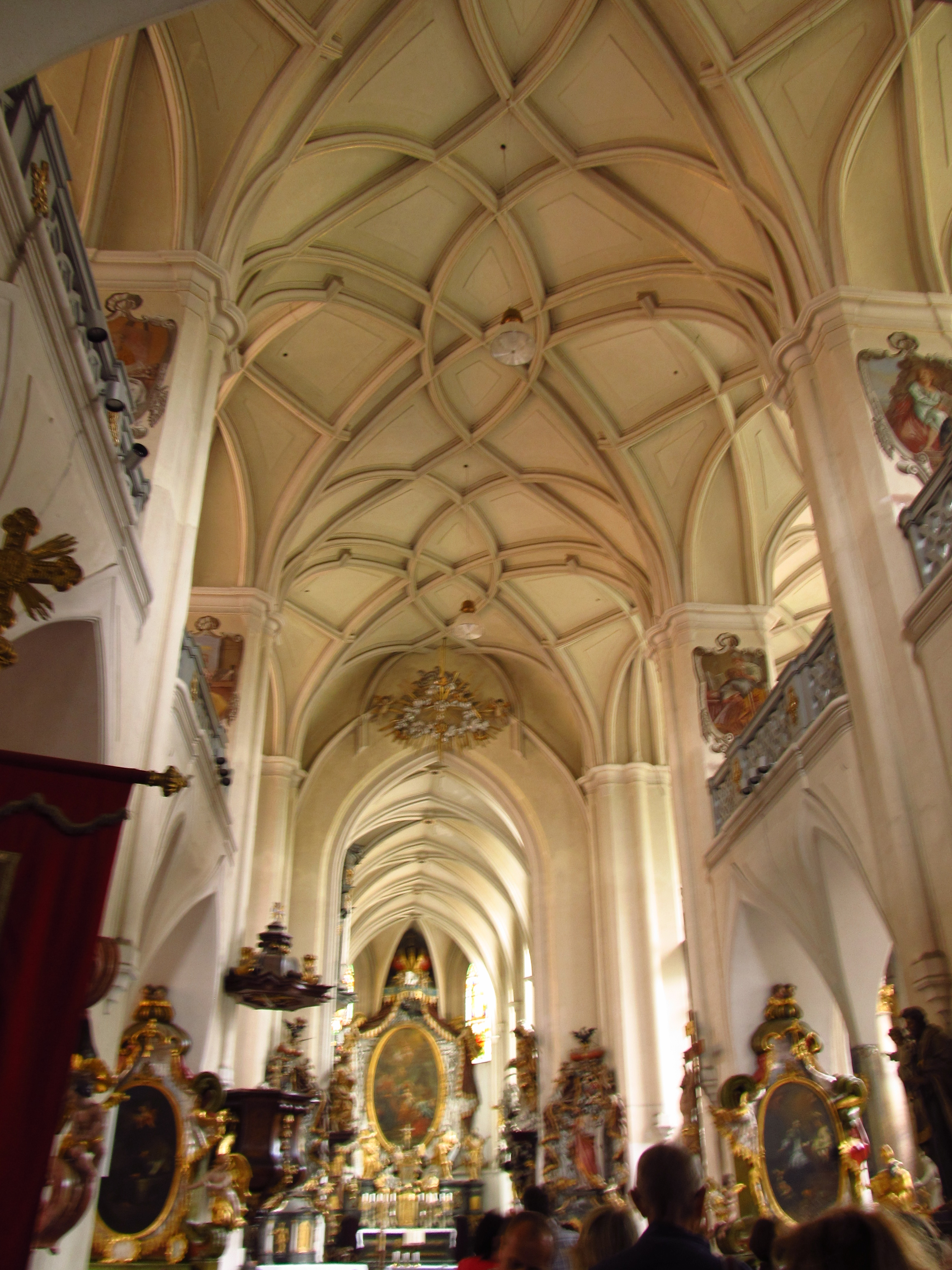
Klenba v kostele Narození Panny Marie
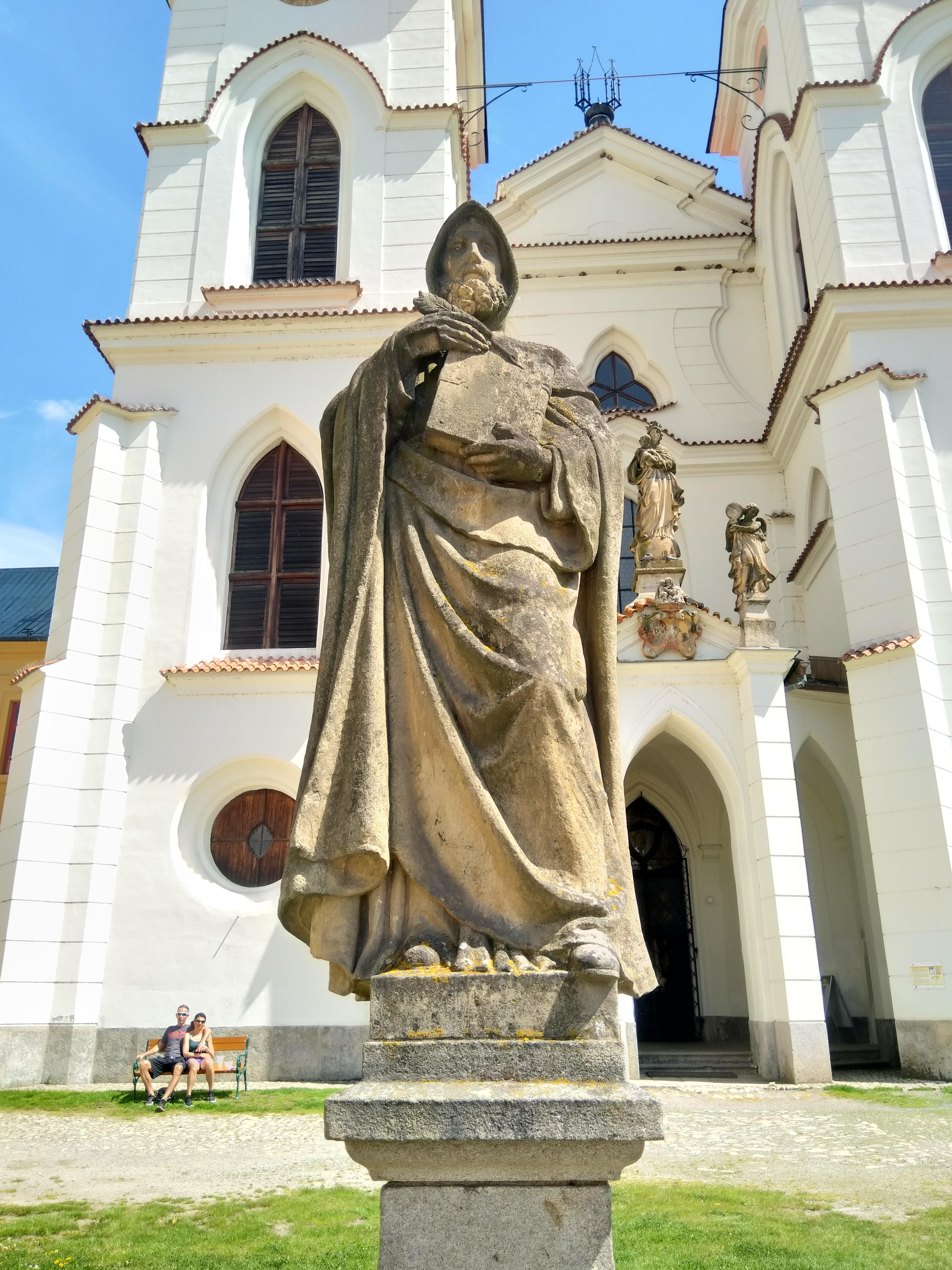
Socha sv. Konstantina
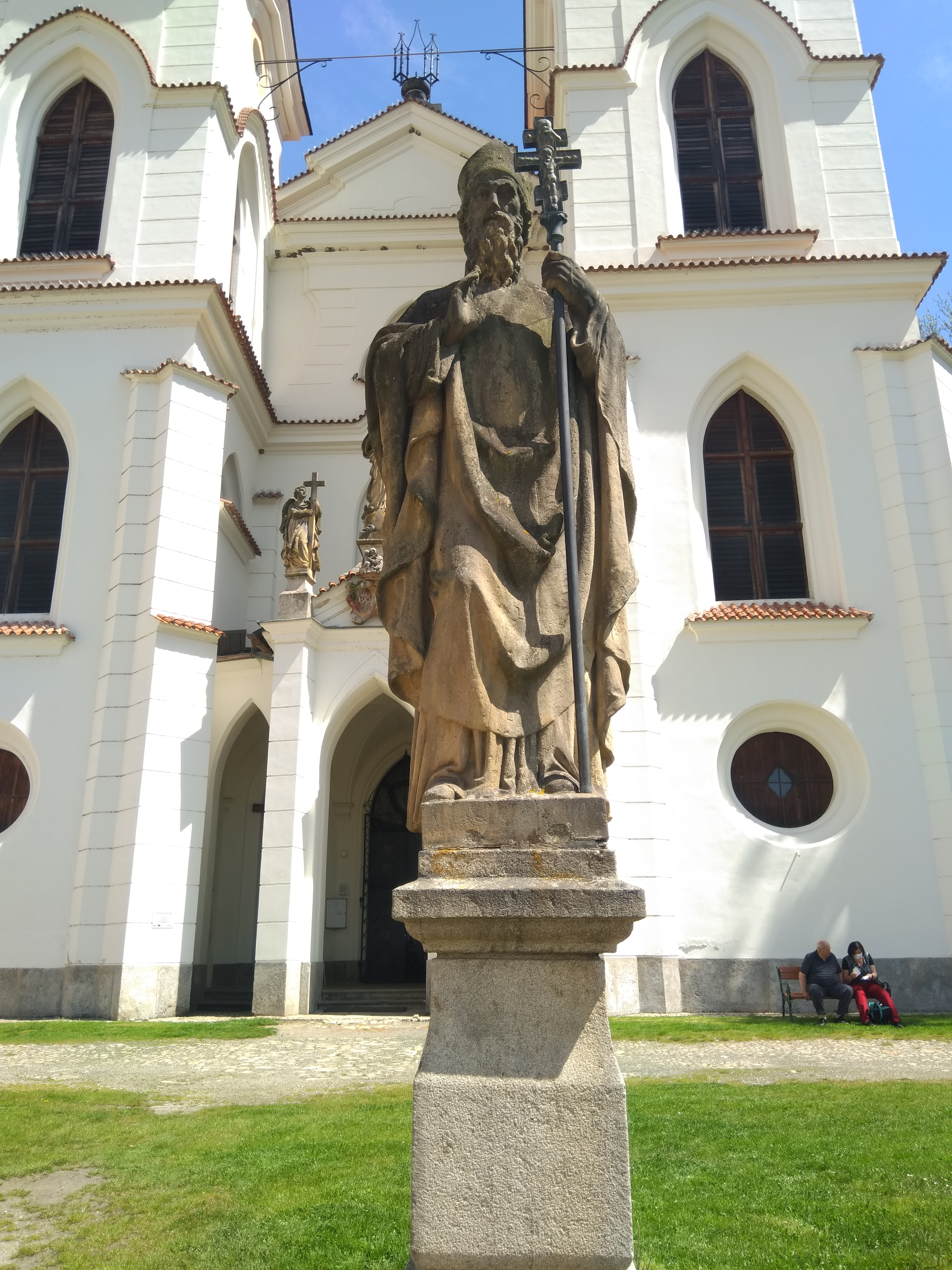
Socha sv. Metoděje
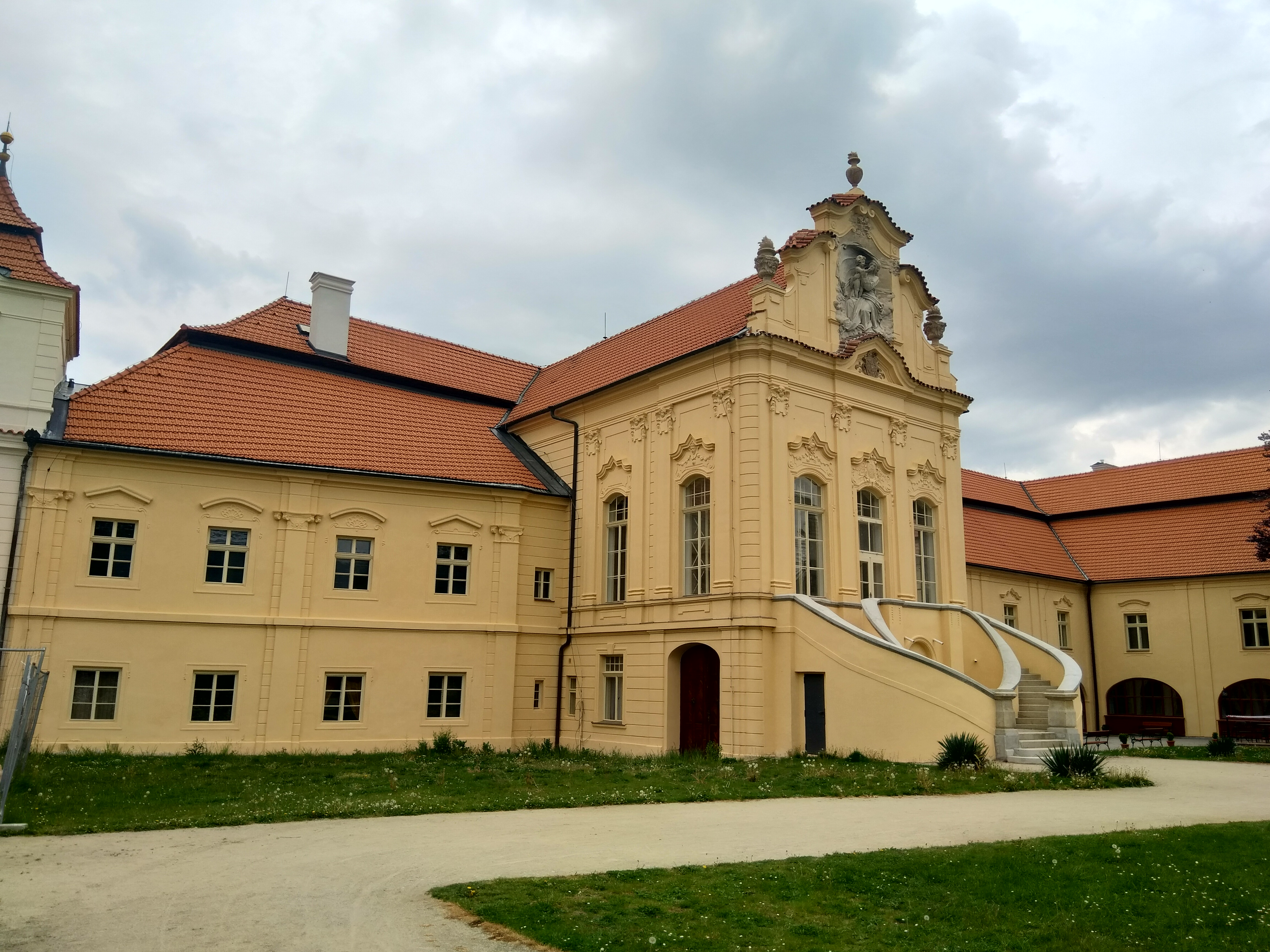
Opatství
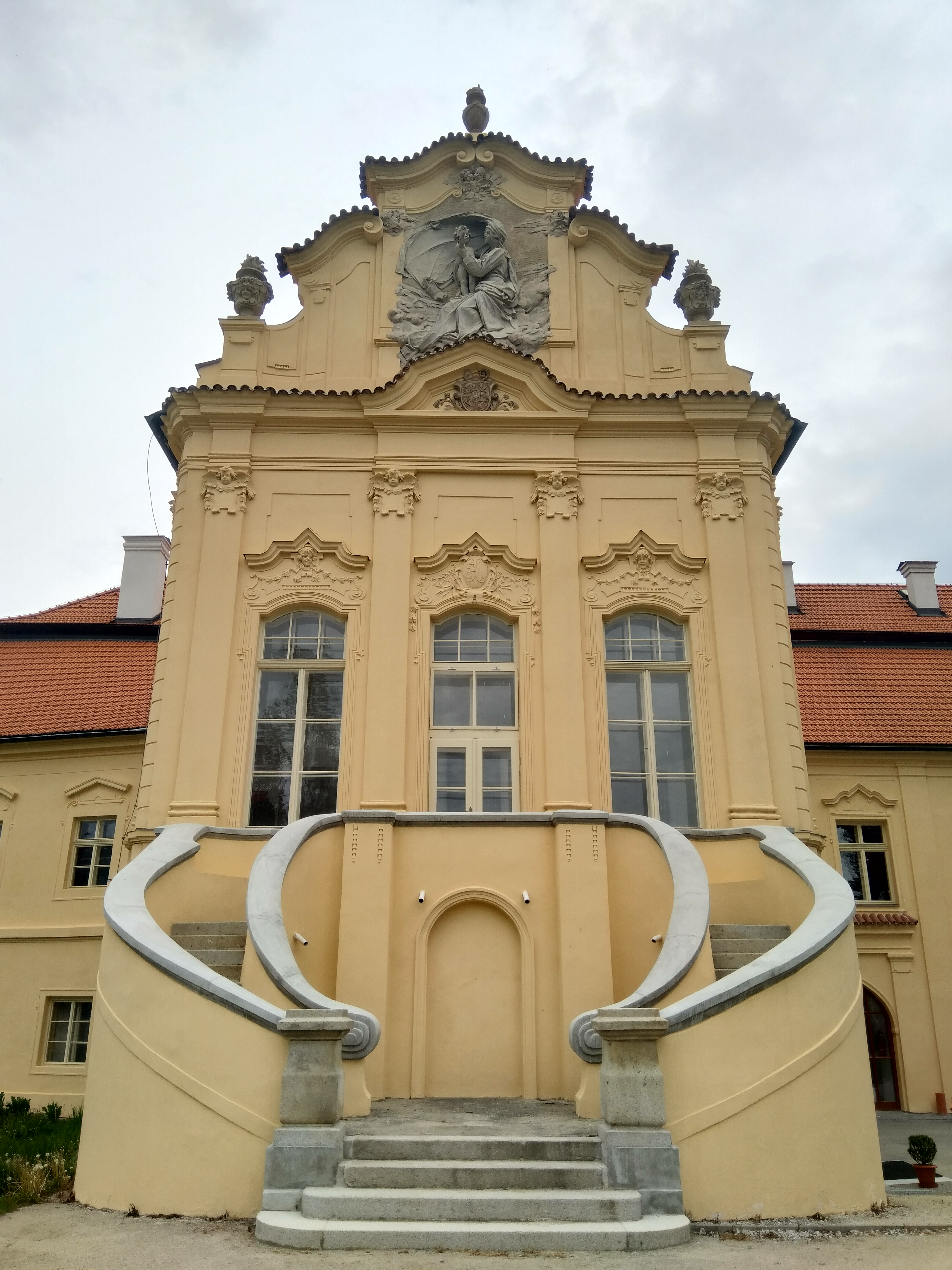
Opatství, venkovní schodiště
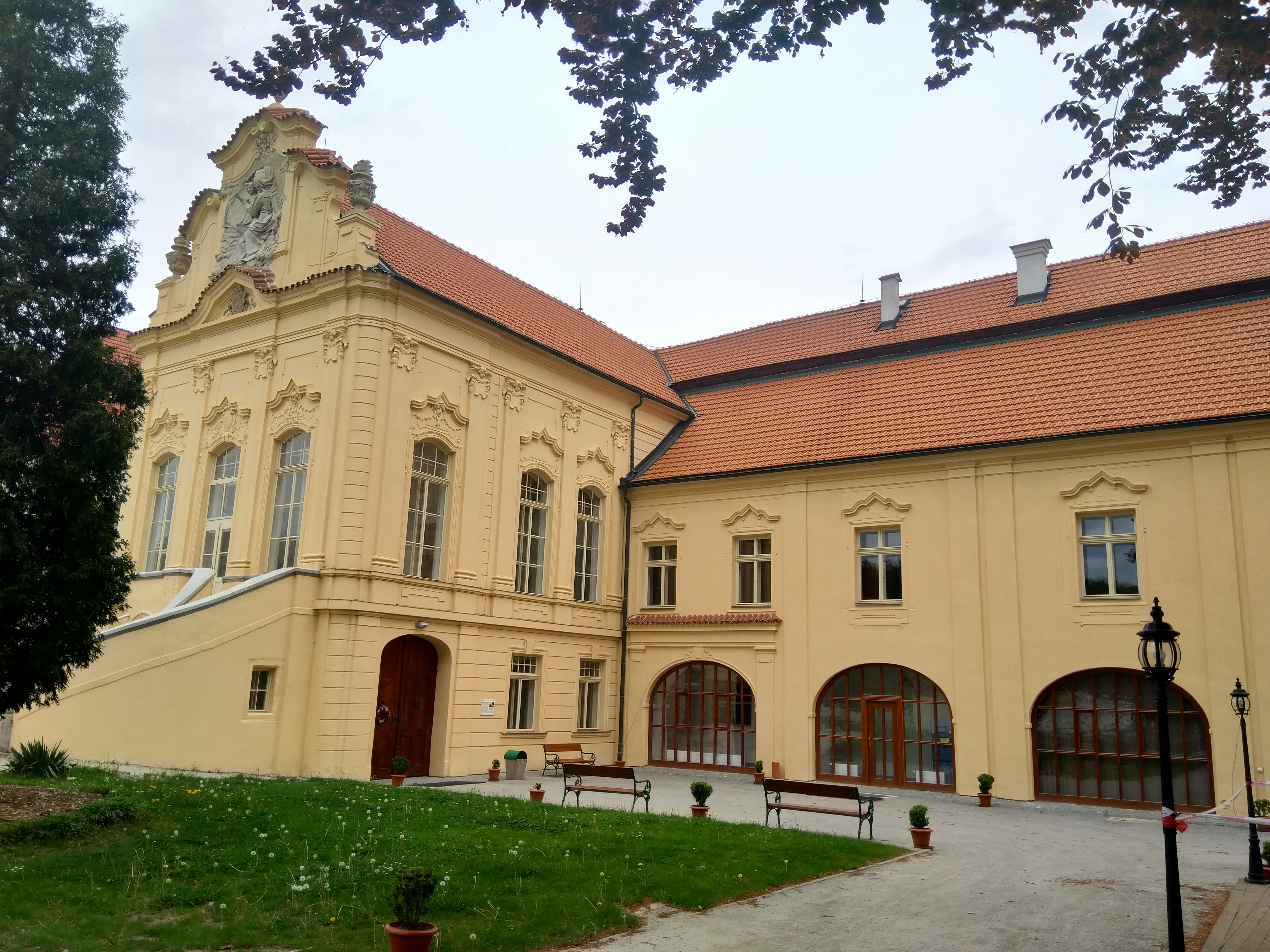
Opatství
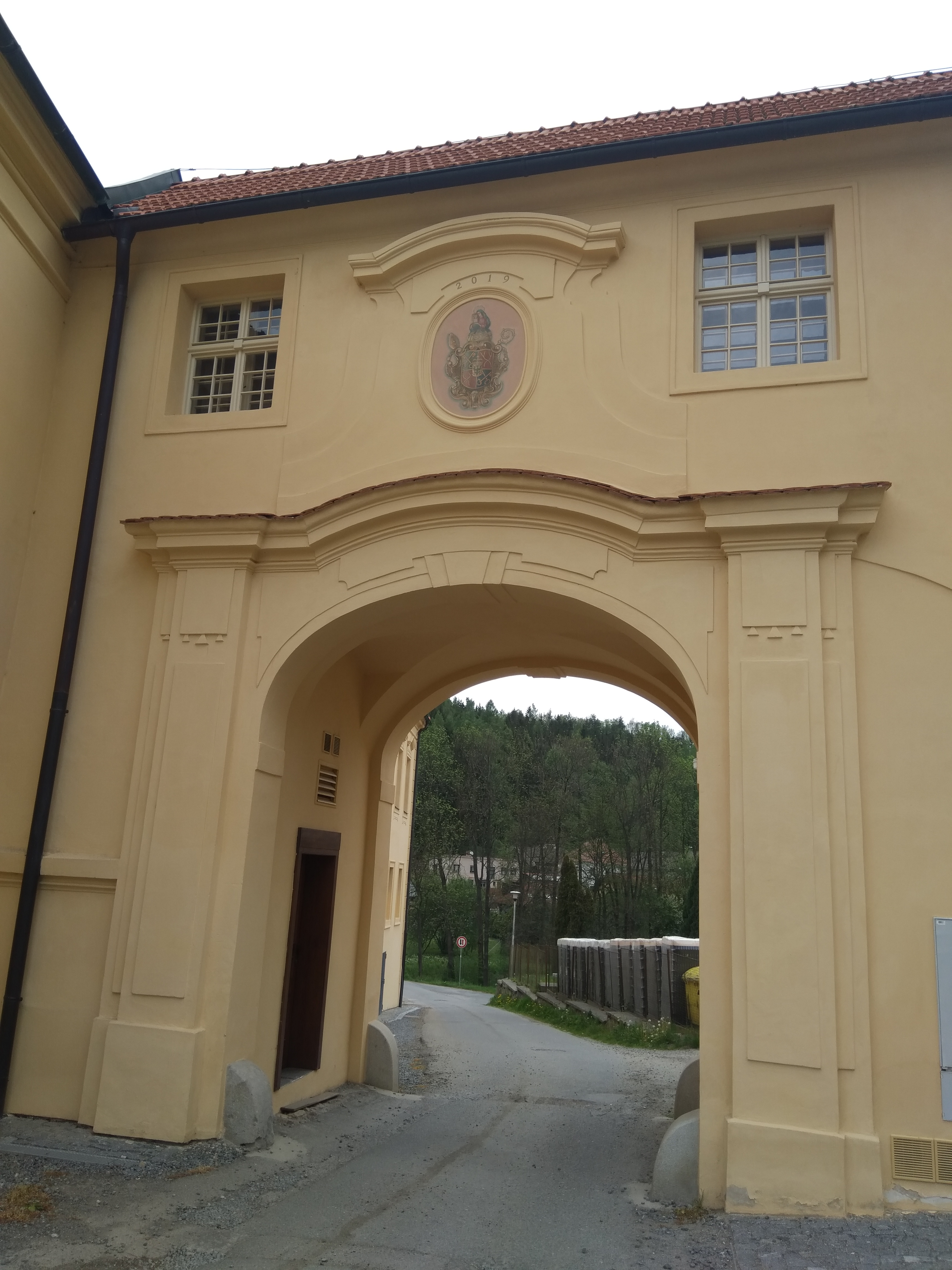
Severní vjezd
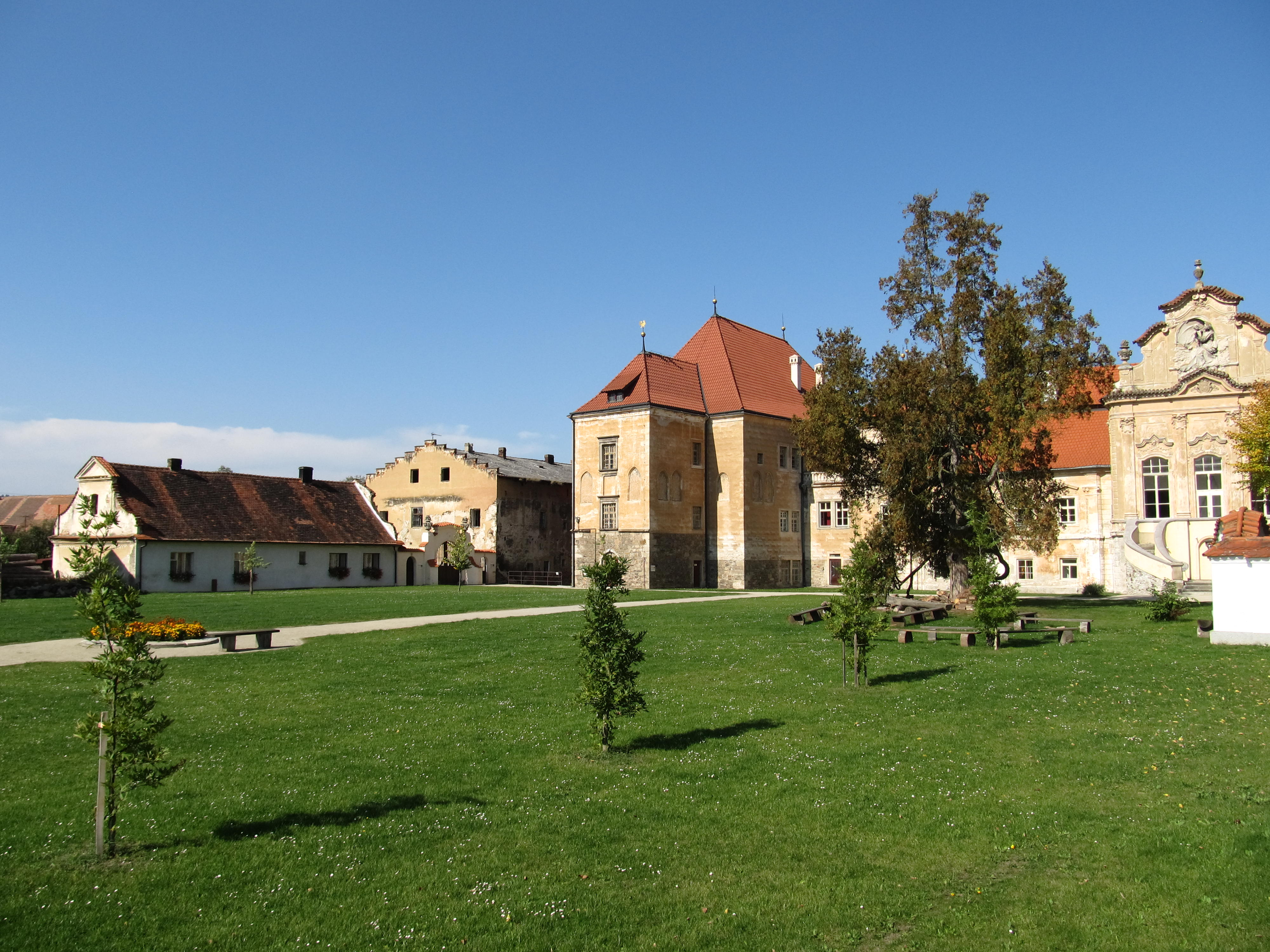
Opatská zahrada s opatstvím a Trčkovým hradem
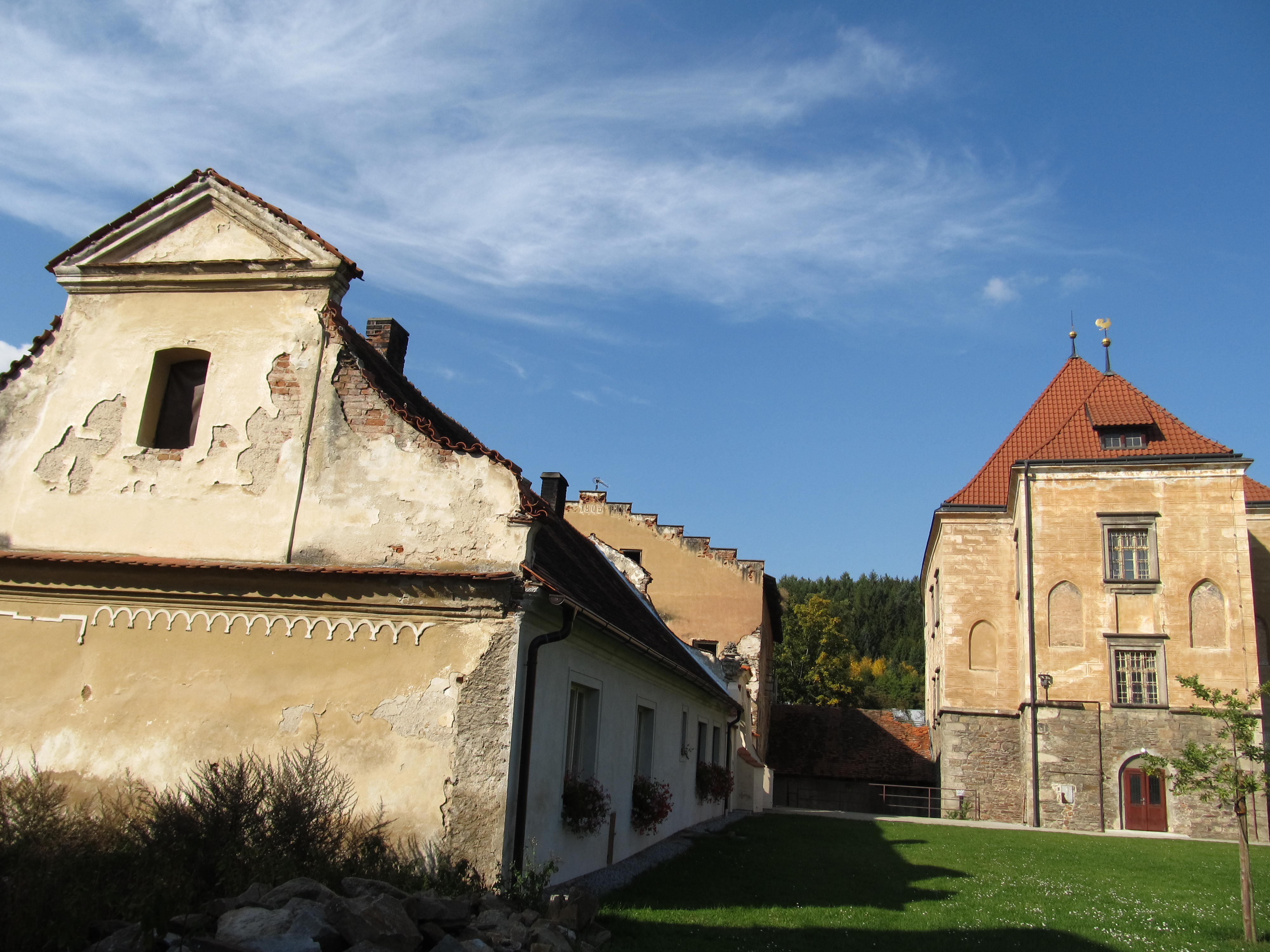
Barokní obytný dům a Trčkův v severozápadní části hospodářského dvora
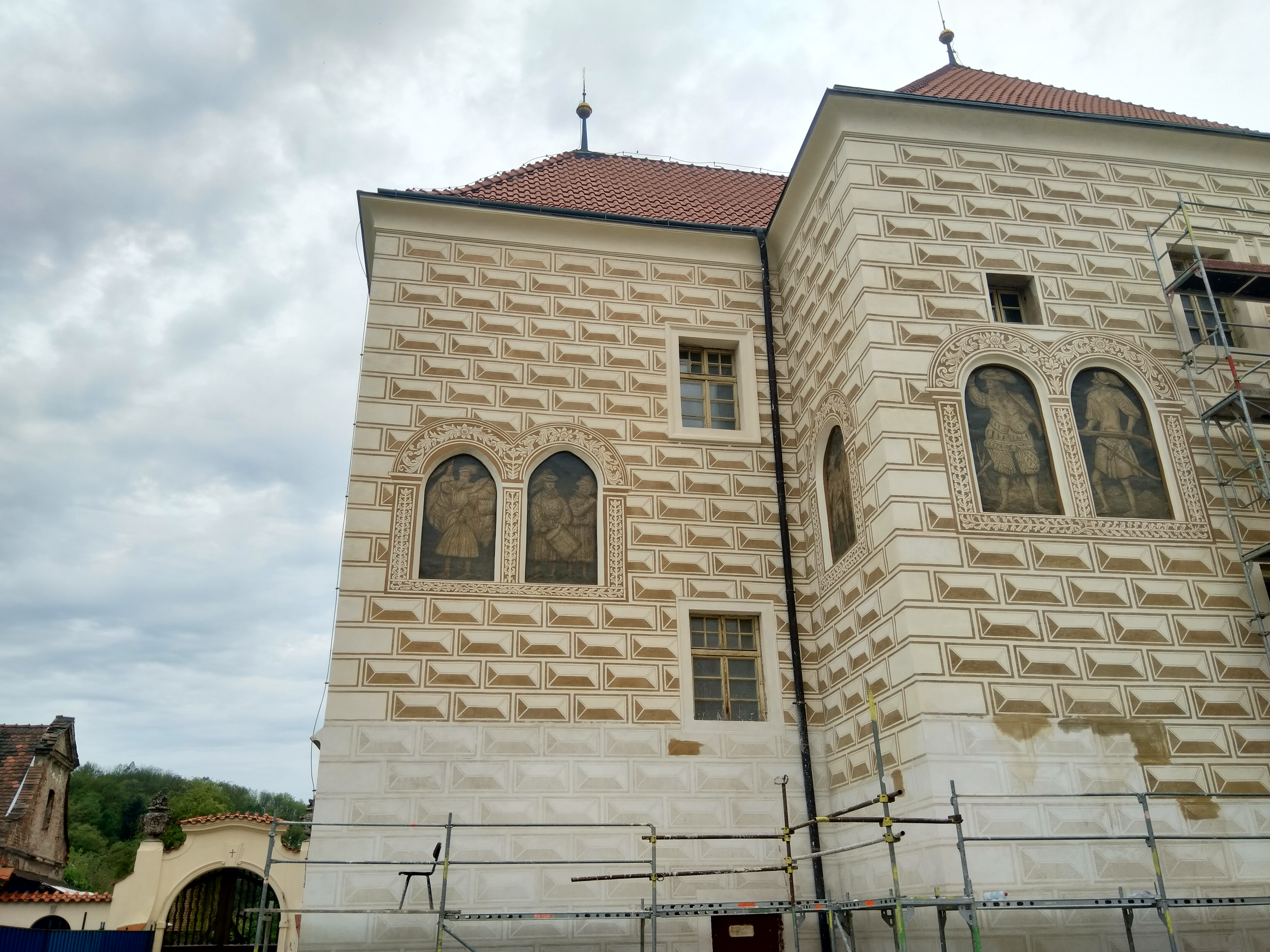
Zrestaurované fresky na fasádě Trčkova paláce
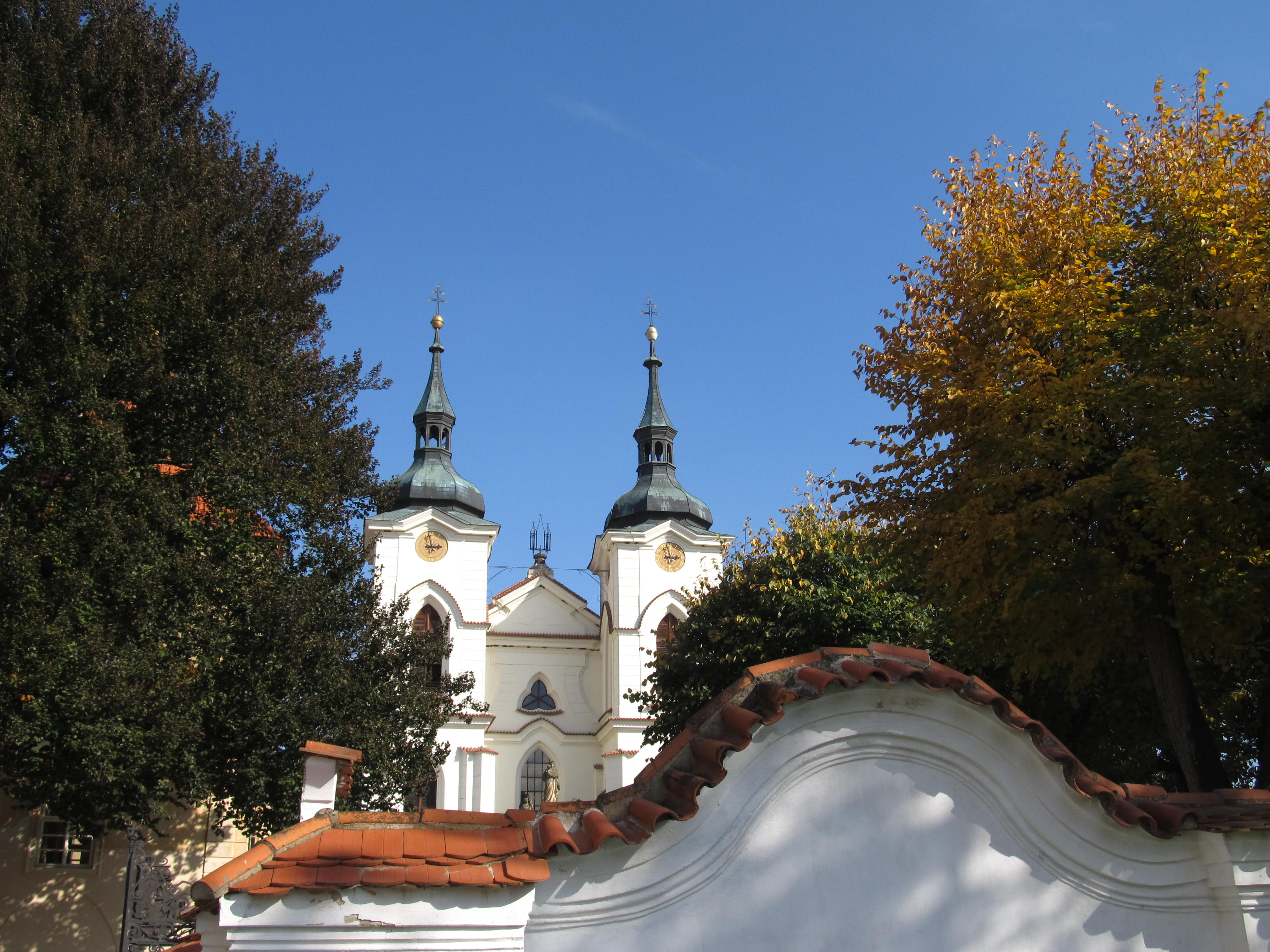
Věže klášterního kostela z Opatské zahrady
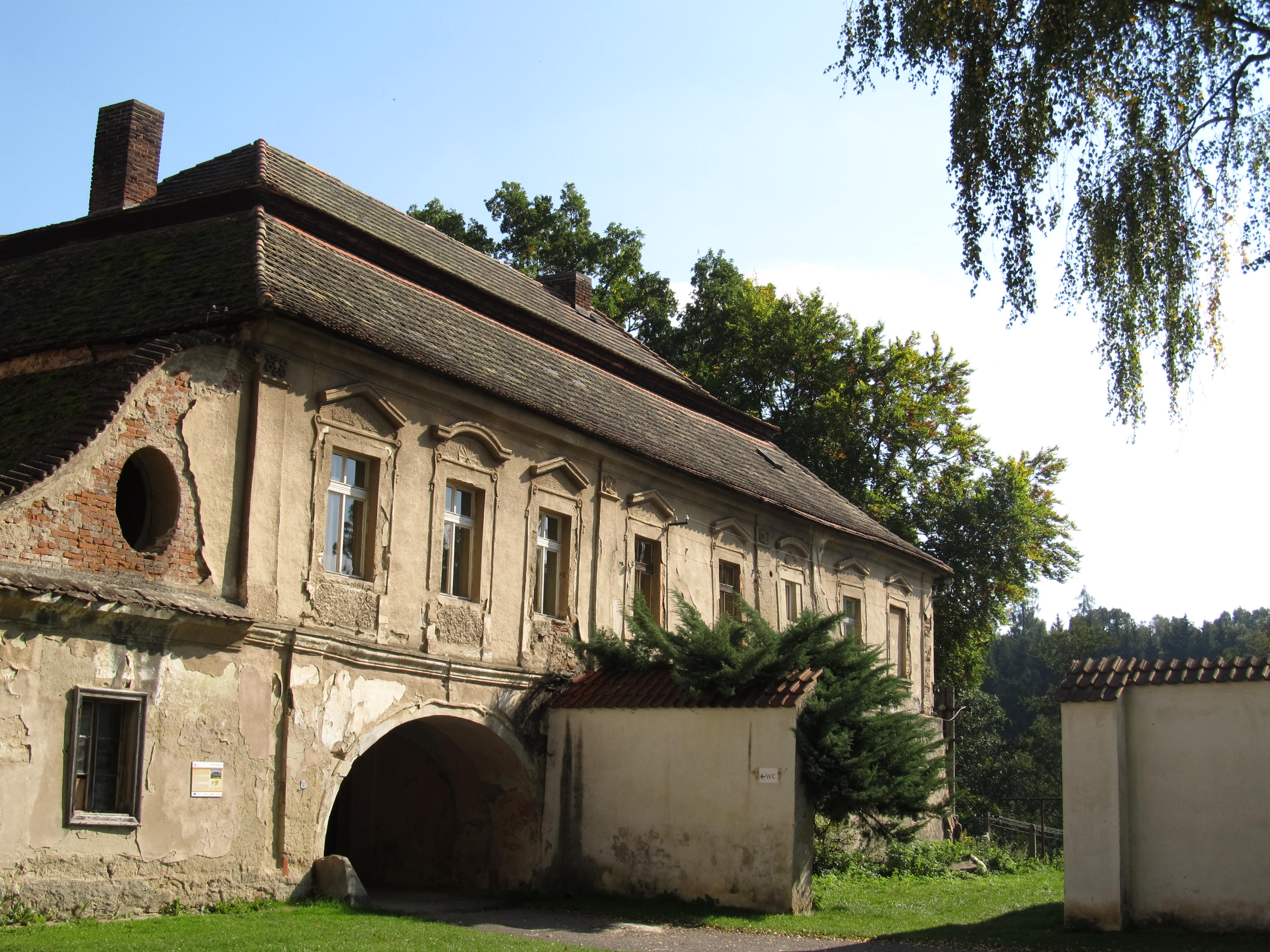
Stará prelatura
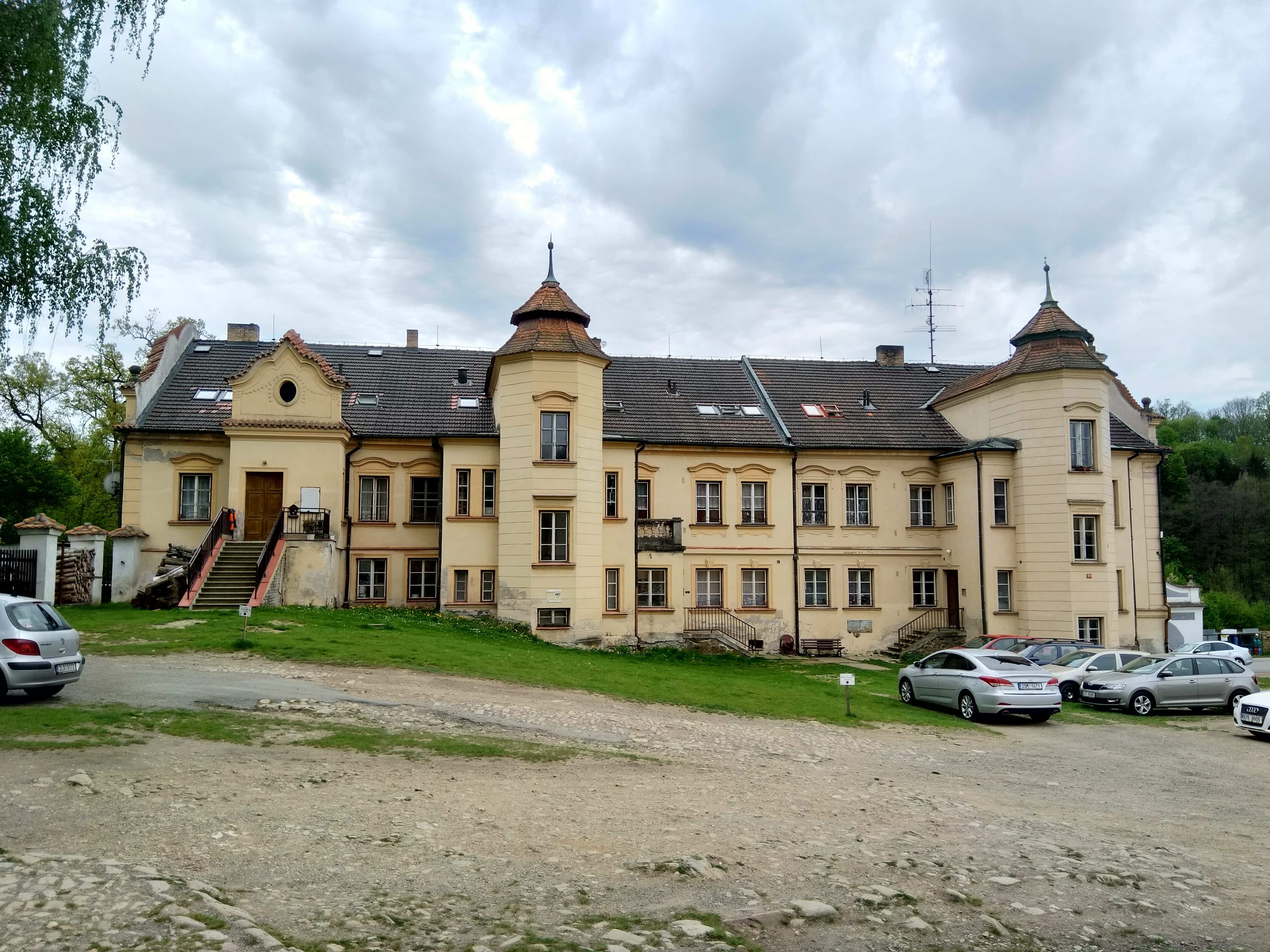
Úřednický dům
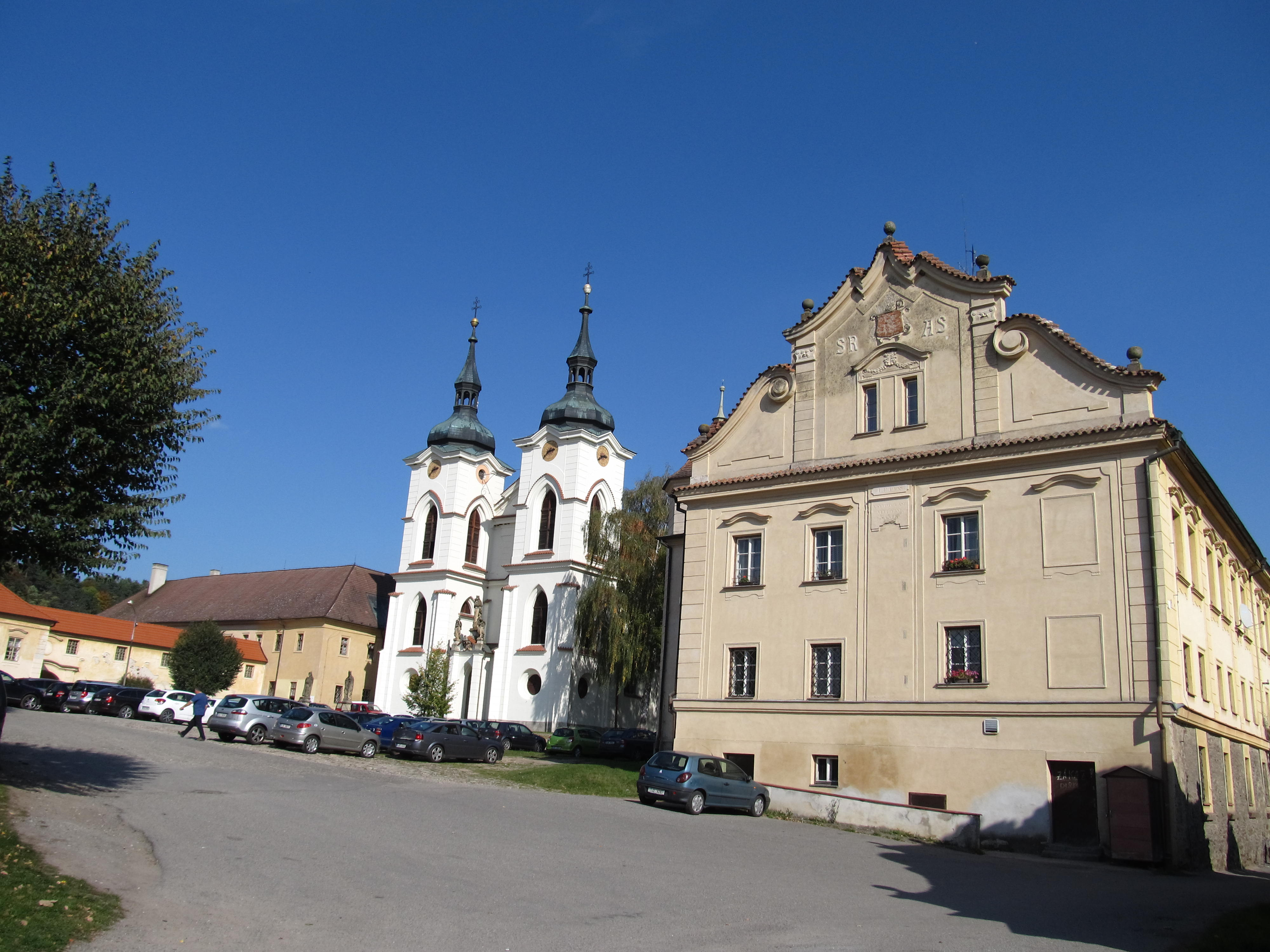
Nádvoří kláštera s klášterním kostelem a úřednickým domem
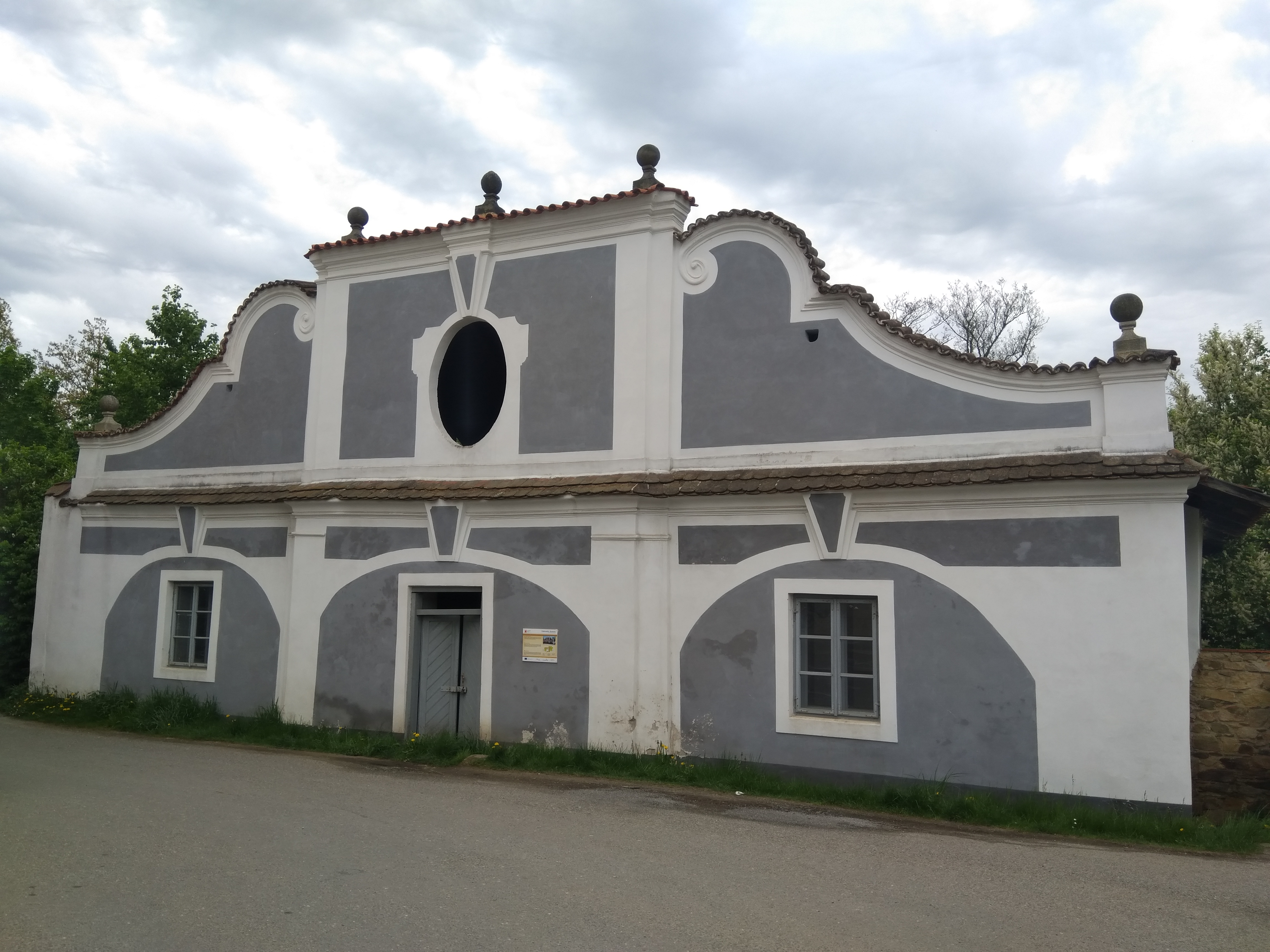
Zahradní domek
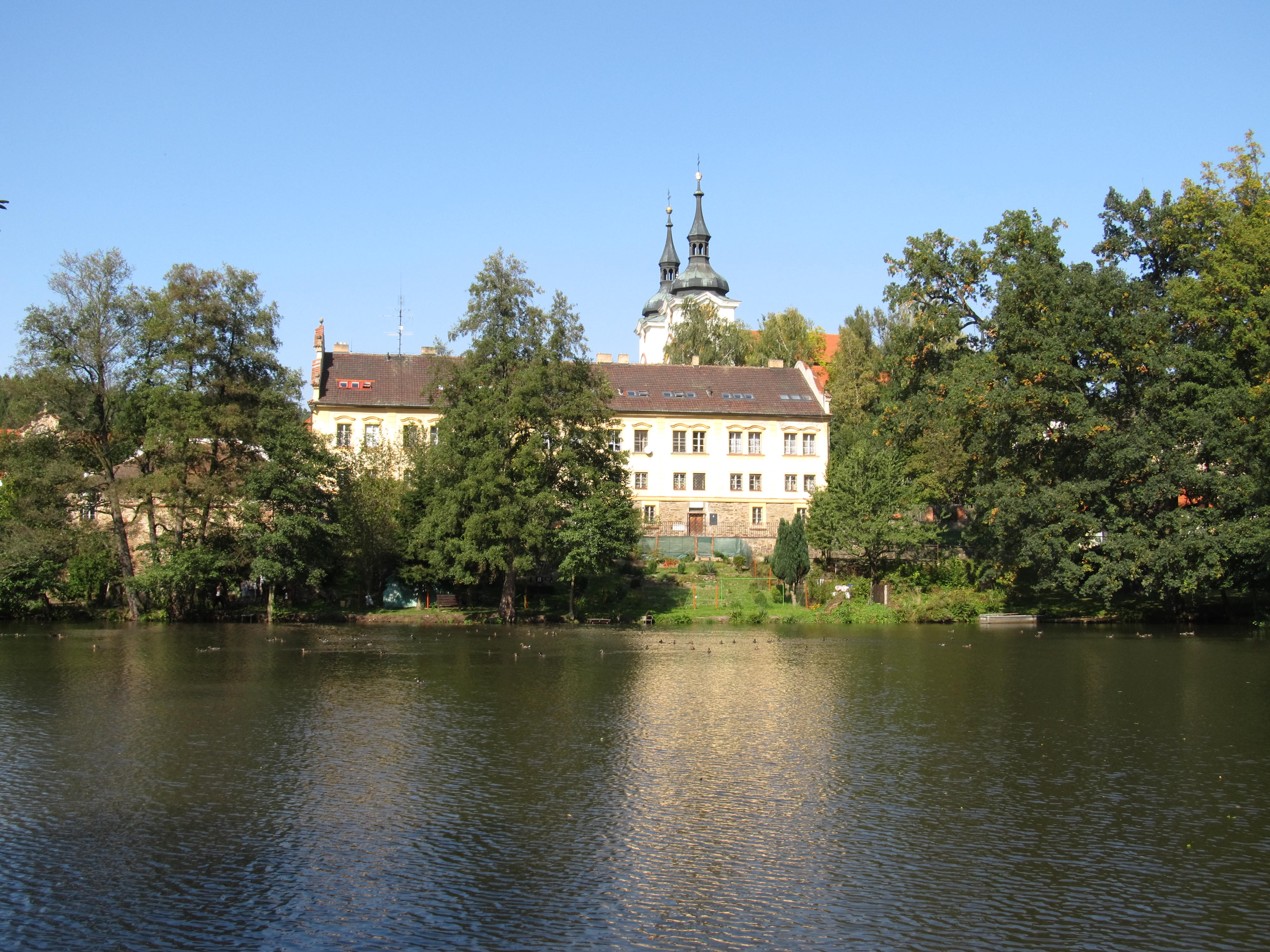
Pohled na klášter přes Opatský rybník
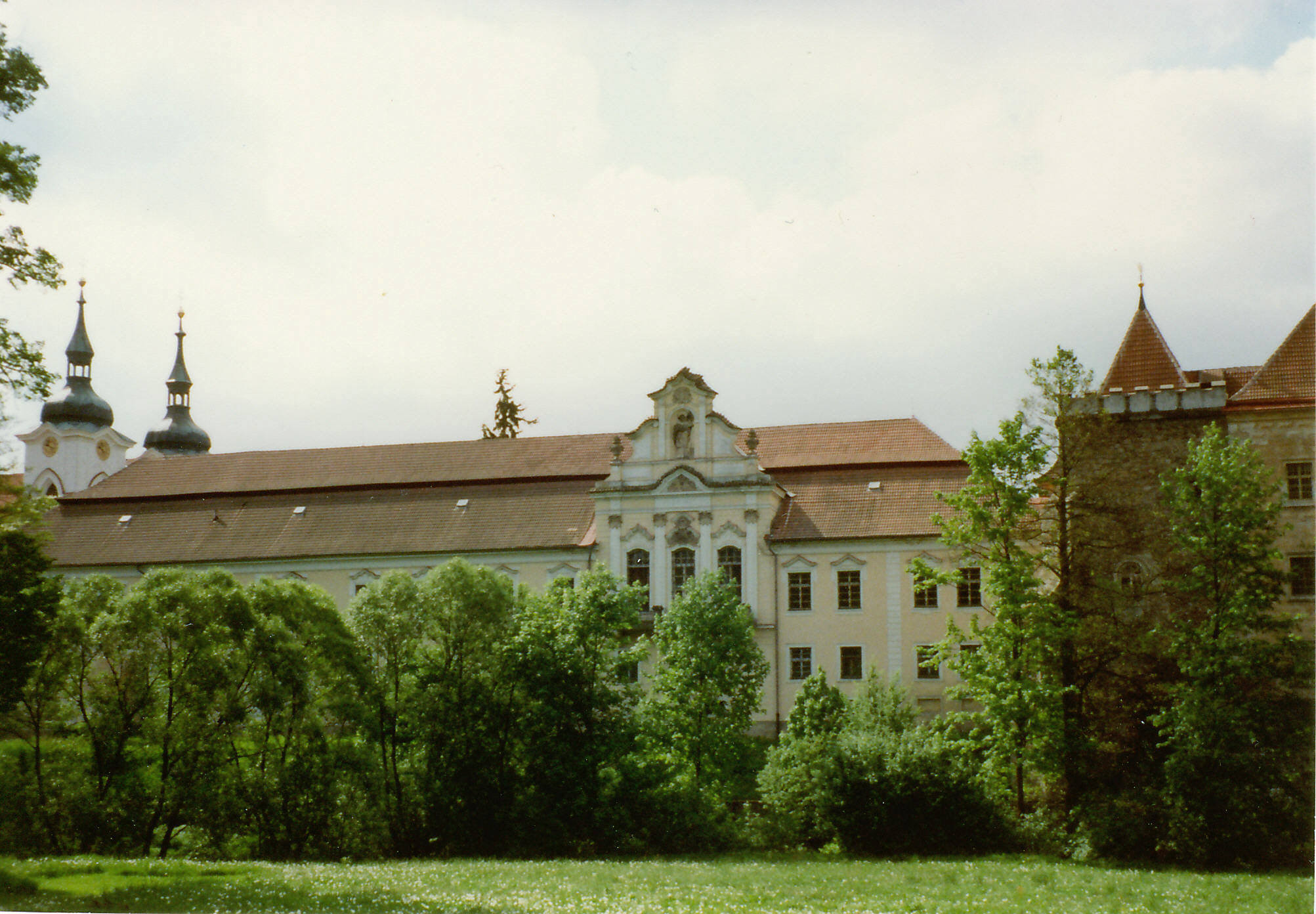
Konvent, severní průčelí